# Fluoro-riebeckite
La fluoro-riebeckite (simbolo IMA: Frbk) è un raro minerale del supergruppo dell'anfibolo, all'interno del quale viene collocato nel "gruppo degli anfiboli con W(OH,F,Cl)-dominante" e da lì al sottogruppo degli anfiboli di sodio dove occupa un posto nel "gruppo contenente la radice riebeckite nel nome"; essendo un anfibolo, appartiene agli inosilicati e pertanto alla famiglia minerale dei "silicati", e possiede composizione chimica ☐Na2(Fe2+3Fe3+2)Si8O22F2.
La fluoro-riebeckite è definita con:
- catione sodio dominante in posizione A
- catione ferro ferroso (Fe2+) dominante in posizione C2+
- catione ferro ferrico (Fe3+) dominante in posizione C3+
- anione fluoro F- dominante in posizione W.

## Etimologia e storia
La struttura cristallina della fluoro-riebeckite è stata determinata analizzando un campione proveniente da Pikes Peak in Colorado, Stati Uniti d'America. Il minerale è stato chiamato in questo modo per la sua relazione con la riebeckite e per la predominanza di fluoro nella sua composizione.

## Classificazione
La classica nona edizione della sistematica dei minerali di Strunz, aggiornata dall'Associazione Mineralogica Internazionale (IMA) fino al 2009, elenca la fluoro-riebeckite con il nome di fluor-riebeckite e la colloca nella classe "9. Silicati (germanati)" e da lì nella sottoclasse "9.D Inosilicati"; questa viene suddivisa più finemente in base alla struttura cristallina del minerale, in modo tale che la fluoro-riebeckite possa essere trovata nella sezione "9.DE Inosilicati con catene doppie di periodo 2, Si4O11; clinoanfiboli" dove forma il sistema nº 9.DE.25.
Tale classificazione resta invariata anche nell'edizione successiva, proseguita dal database "mindat.org".

## Abito cristallino
La fluoro-riebeckite cristallizza nel sistema monoclino nel gruppo spaziale C2/m (gruppo nº 12) con le costanti di reticolo a = 9,811(3) Å, b = 18,013(5) Å, c = 5,326(2) Å e β = 103,68(1)°, oltre ad avere 2 unità di formula per cella unitaria.

## Origine e giacitura
La fluoro-riebeckite è stata trovata all'interno del granito pegmatitico. La paragenesi più comune è con gagarinite-(Y) e thomsenolite.
Il minerale è molto raro ed è stato trovato solo nella sua località tipo, "Pikes Peak" (38.84028°N 105.04194°W) nella contea di El Paso (in Colorado, Stai Uniti); nel deposito di tantalio-niobio di "Katugin" nel Kalarskij rajon (Russia); sul monte Malosa presso Zomba (nella Regione Meridionale, Malawi).